# Robert Trébor (dramaturge)
Pour les articles homonymes, voir Trebor.
Ne doit pas être confondu avec Robert Trebor (acteur).
Œuvres principales
Fred, Les Marchands de gloire, La Petite Femme forte, L'Amour en tournée.
Robert Fleurieau, dit Robert Trébor, est un dramaturge, directeur de théâtre, avocat, syndicaliste et producteur français, né le 11 décembre 1879 à Paris, ville où il est mort le 25 février 1942.

## Biographie
Dramaturge
Dans une famille de commerçants bouchers, Robert Fleurieau naît le 11 décembre 1879 dans le 7e arrondissement de Paris.
En 1905, Robert Trébor, Robert Julien Pierre Fleurieau de son nom complet, créait en collaboration avec Auguste Germain la pièce en trois actes Fred jouée en octobre 1905 au Théâtre des Bouffes du Nord.
En 1906, il co-écrit avec Auguste Germain, L'Attente, comédie en un acte présentée au théâtre de l'Odéon à Paris.
Il co-écrit avec Paul Nivoix et Marcel Pagnol la pièce Les Marchands de gloire mise en scène par Michel Fagadau qui sera reprise en 1997 à la Comédie des Champs-Élysées.
En 1908, il créa la pièce La Petite Femme forte, jouée à la Comédie-Royale en octobre 1908.
En 1909, il adapte avec Auguste Germain, la pièce en trois actes de Robert Reinert, Guerre (Krieg) au théâtre Antoine à Paris, le 19 février 1909.
En 1913, il écrit L'Amour en tournée, pièce en un acte.
Directeur de théâtre
En 1915, il devint directeur du théâtre Michel, situé rue des Mathurins à Paris. Sacha Guitry y fit jouer plusieurs de ses pièces dans lesquelles il interpréta également des rôles. D'autres dramaturges y créeront leurs pièces durant sa direction théâtrale, notamment André Luguet et Claude André Puget. Il resta directeur du théâtre Michel jusqu'à sa mort survenue en février 1942. Robert Trébor sera à la base de la création du Syndicat national du théâtre privé (SNDTP) le 10 novembre 1936 dont il devint le premier président.

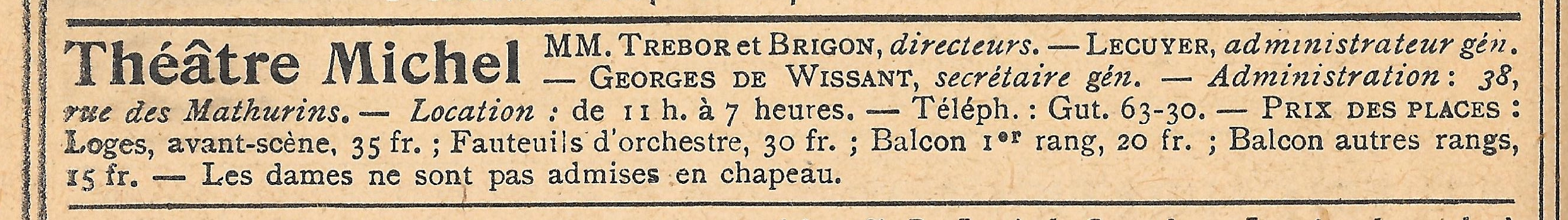
Prix des places et administration du théâtre Michel en 1925 : MM. Trébor et Brigon, directeurs.

En 1931, Sacha Guitry a besoin d'une jeune actrice pour sa nouvelle pièce Villa à vendre qu'il créait au théâtre de la Madeleine. Robert Trébor lui présente Jacqueline Delubac qui deviendra sa troisième épouse.
Producteur
La même année, Robert Trébor produit la pièce en un acte de Claude-André Puget, La Ligne de cœur au théâtre Michel, interprétée par Pierre Fresnay et Hélène Perdrière. Puis en 1932, une seconde pièce de Claude-André Puget, Valentin le désossé, jouée par les mêmes acteurs. En 1934, il produit Tourterelle du même auteur.
En 1939, Robert Trébor produit la pièce en trois actes de Marc-Gilbert Sauvajon, L'Amant de paille, au théâtre Michel, interprétée notamment par Jean-Pierre Aumont et Bernard Blier.
Mort
Il meurt le 25 février 1942 à l'hôpital temporaire Piccini dans le 16e arrondissement et est inhumé au cimetière de Bercy.

## Distinctions
- Le 7 août 1928, il est élevé au grade de Chevalier de la Légion d'Honneur.
- Le 11 août 1931, il est promu Officier de la Légion d'Honneur.
- Le 25 août 1937, il reçoit le titre de Commandeur de la Légion d'Honneur par le président Albert Lebrun[14].